# بینایی‌سنجی
بینایی‌سنجی یا اپتومتری (به انگلیسی: optometry) یک قسمت از معاینات کامل (چند قسمتی) چشم محسوب می‌شود و شامل اخذ پیشینه بینایی، «سنجش حدت بینایی،» ارزیابی ریفرکشن، ارزیابی دید دوچشمی، تطابق و حرکات چشمی، دید رنگ، غربالگری و ارزیابی داده‌ها می‌باشد به عبارت دیگر بینایی‌سنجی بررسی دید و ساختارهای مربوط به آن است برای کشف اختلالات بینایی و تجویز عدسی‌های مناسب یا دیگر وسایل کمک‌کننده به بینایی یا تمرین‌های چشمی برای جبران کاستی‌های دید. بینایی‌سنجی علم مراقبت‌های بینایی است و آموزش دیدگان این رشته به عنوان پیشگامان مراقبت بهداشت چشم مسئولیت حفظ و سلامت بینایی را بر عهده دارند. سازمان بهداشت جهانی اپتومتری را مراقبین اولیه سلامت چشم می‌داند. به این معنا که یک بیمار چشم در آغاز باید توسط یک بینایی‌سنج (اپتومتریست) معاینه شود تا اگر دچار عیوب انکساری و اختلالات دید دو چشمی انحرافات عضلانی انکسار چشم و مواردی از این قبیل بود توسط اپتومتریست درمان گردد و در غیر این صورت به جراح چشم ارجاع داده می‌شود. معادل فارسی اپتومتری، بینایی سنجی است، در واقع ترجمه لغت به لغت اپتومتری می‌باشد و با توجه به گستردگی این رشته و شرح وظایف آن معادل دقیقی محسوب نمی‌شود.به‌عنوان مثال در صورتیکه نیاز داشتید در مورد عیوب انکساری و بیماری‌های چشمی مطالعه بیشتری داشته باشید می‌توانید به یکی از مراکز معتبر اپتومتری مراجعه فرمایید.

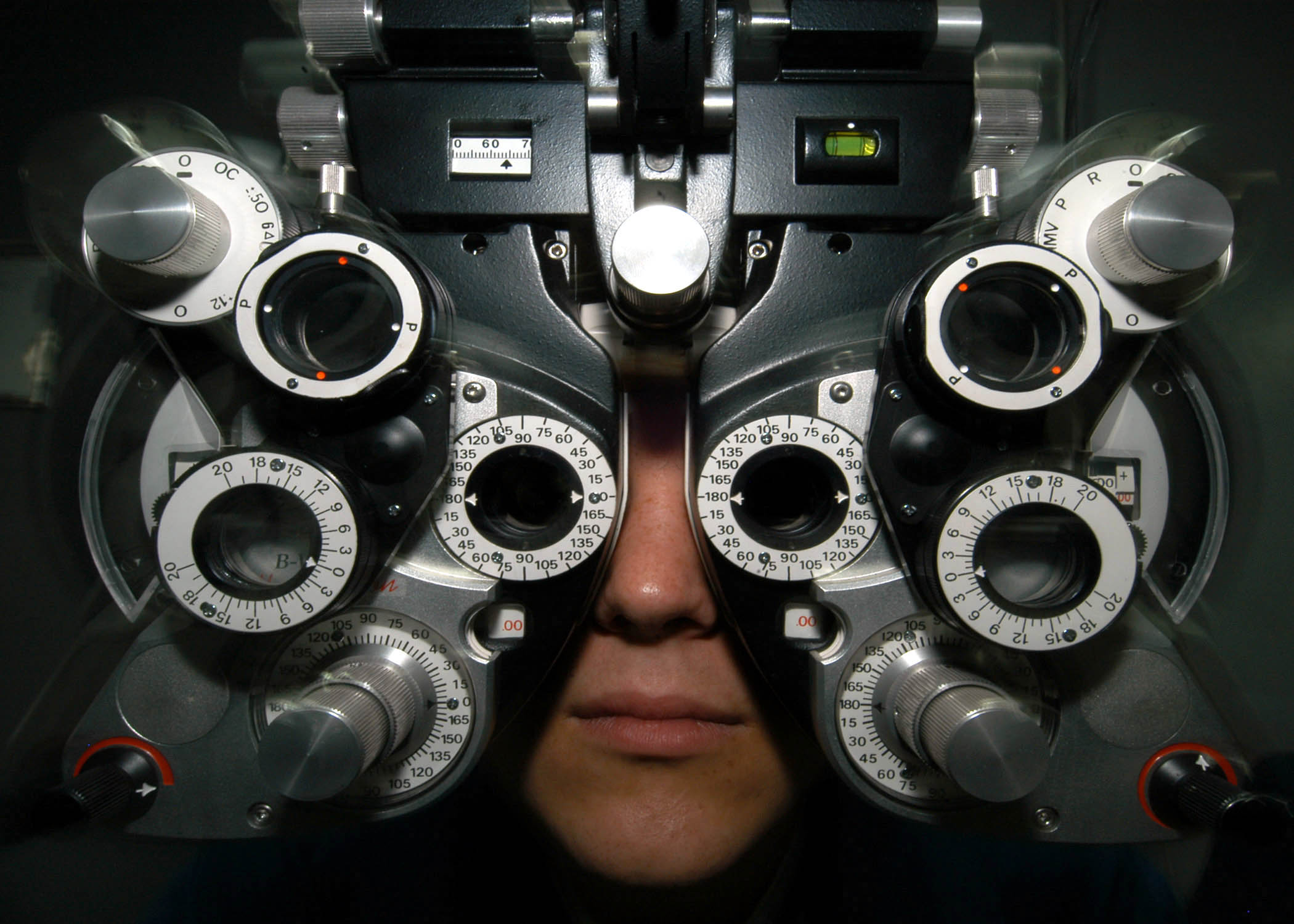
فروپتر

## شرح وظایف اپتومتریست
1. اخذ تاریخچه بیماری و ثبت آن
2. بررسی نارسایی‌های بینایی بزرگسالان و کودکان و تجویز نمره عینک برای رفع عیوب انکساری
3. بررسی و تشخیص نارسایی‌های اختلال دید دو چشمی و درمان غیر دارویی
4. تجویز و فیت لنز تماسی
5. مشاوره در زمینه انتخاب نوع ماده سازنده ضریب شکست، پوشش‌ها و فیلترهای عدسی عینک طبی و آفتابی متناسب با بیماری و نیاز کاری مراجعان
6. تشخیص وجود اختلالات دید درمحیط‌های آموزشی – خدماتی و صنایع در سازمان‌های دولتی و امتحانات بینائی جهت امور استخدامی و نظامی و اخذ گواهی نامه رانندگی با رعایت موارد فوق
7. استفاده از داروی سیکلوپلژیک منحصراً جهت تعیین نمره عینک
8. درمان غیر جراحی فیکسیشن‌های غیرطبیعی و آمبلیوپتراپی (تنبلی چشم)
9. انجام تست‌های تشخیصی بیماری‌های بخش قدامی چشم از قبیل گلوکوم (آب سیاه) و کاتاراکت (آب مروارید) و افتالموسکوپی (دیدن ته چشم) جهت ارجاع به متخصصین چشم‌پزشک
10. انجام تستهای غربالگری برای اندازه‌گیری کمی حدت بینایی
11. تجویز وسایل کمک بینایی در افراد کم بینا
12. تمرینات ارتوپتیک (ورزش‌های چشمی) به منظور درمان غیر جراحی اختلالات حرکتی چشم
13. تمرینات ارتاپتیک در اختلالات حرکتی چشم۱۰. اندازه‌گیری ابتدایی میدان بینایی
14. ارزیابی دید رنگ و دید بعد
15. انجام تست‌های ویژه از قبیل بیومتری، اکو اسکن و پاکیمتری چشم
16. تمرینات ویژه جهت ارتقای مهارت‌های بینایی برای شاغلین در حرفه‌ها، ورزشکاران

## حداقل تجهیزات
- رتینوسکوپ و افتالموسکوپ
- اتورفراکتومتر
- اسلیت لمپ
- جعبه عینک
- پروژکتور و تابلوی تشخیص عیوب انکساری
- تست دید نزدیک
- تست رنگ
- دیپلوسکوپ
- لنزومتر
- PD متر
- چراغ قوه[۶]

## تاریخچه اپتومتری در جهان
تاریخ اپتومتری به پیشرفت در دانش بینایی‌شناسی، بخش‌هایی از دانش پزشکی، میکرب‌شناسی، فیزیولوژی، دانش اپتیک، و ابزارهای وابسته به دانش اپتیک، تکنیک‌های تصویربرداری و سایر حرفه‌های مراقبت از چشم گره خورده است. تاریخ بینایی سنجی را می‌توان تا مطالعات ابتدایی انجام شده در زمینه اپتیک تشکیل تصویر در چشم دنبال کرد. ریشه‌های علم بینایی سنجی به چند هزار سال قبل از میلاد مسیح بر می‌گردد که از وجود عدسی‌ها در تزئینات استفاده می‌شده است. البته کاملاً نامشخص است که اولین عینک در چه زمانی پدید آمده است دانشمند انگلیسی و تاریخ‌شناس ژوزف نیدهام در کتاب علم و تمدن در چین در مورد ادعاهایی صحبت کرد که عینک در چین به وجود آمده است. او اعتقاد داشت این علم در چین در سال‌های ۱۴۰۰ تا ۱۷۰۰ میلادی انجام گرفته است اگر چه شاهدی بر مدعای خودش نداشت و حتی بعضی منابع اعتقاد دارند که در آن سال‌ها عینک به چین وارد شده بود.
تحقیقاتی که دیوید گاس در آمریکا انجام داد نشان می‌دهد که در اواخر قرن سیزدهم دست نوشته‌هایی در ایتالیا کشف شده است که دقیقاً این جمله نوشته شده بود «هنوز بیست سال نیست که هنر ساختن عینک را کشف کرده‌ایم».
در سال ۱۹۰۷ پروفسور برتولد لوفر پاتولوژیست آلمانی-آمریکایی بیان کرد که قدمت ساخت عینک در هند بیشتر از اروپا است. به هر حال منابع متفاوت اظهارات متفاوتی در زمینه ساخت و کشف عینک دارند ولی آنچه مسلم است این است که قدمت عینک حداقل به بیش از هفتصد سال پیش بر می‌گردد. بنتیو دازا کتابی را در سال ۱۶۲۳ چاپ کرد که طرز ساختن و استفاده از عینک را بیان کرد. در سال ۱۹۶۲ ویلیام مولینیوکس کتابی را در مورد نورشناسی و لنزها نوشت و عیب‌های میوپیا و مشکلات مرتبط با نزدیک بینی را در آن اشاره کرده است. کپلر کشف کرد که رتینا باعث به وجود آمدن بینایی می‌شود. از سال ۱۷۷۳ تا حدود ۱۸۲۹ توماس یانگ ناتوانی آستیگماتیسم را کشف کرد و جورج بیدل عینک‌هایی را طراحی کرد برای تصحیح مشکلاتی که لنزهای اسفرولیندریکال را شامل می‌شدند. به صورت کلی در اوایل قرن ۲۱ این رشته به عنوان یک رشته مورد پذیرش در همه دنیا در نظر گرفته می‌شود.

## واحدهای درسی رشته اپتومتری در ایران
دوره لیسانس اپتومتری در ایران شامل ۴۲ واحد علوم پایه، ۸۱ واحد تخصصی و ۲۳ واحد عمومی می‌باشد که واحدهای علوم پایه شامل فیزیک نور، آناتومی عمومی و چشم، فیزیولوژی عمومی و چشم، اورژانس‌های چشمی، میکرب‌شناسی، داروشناسی عمومی و تخصصی، علایم چشمی بیماری‌های سیستمیک می‌باشد و واحدهای تخصصی عبارتند از:

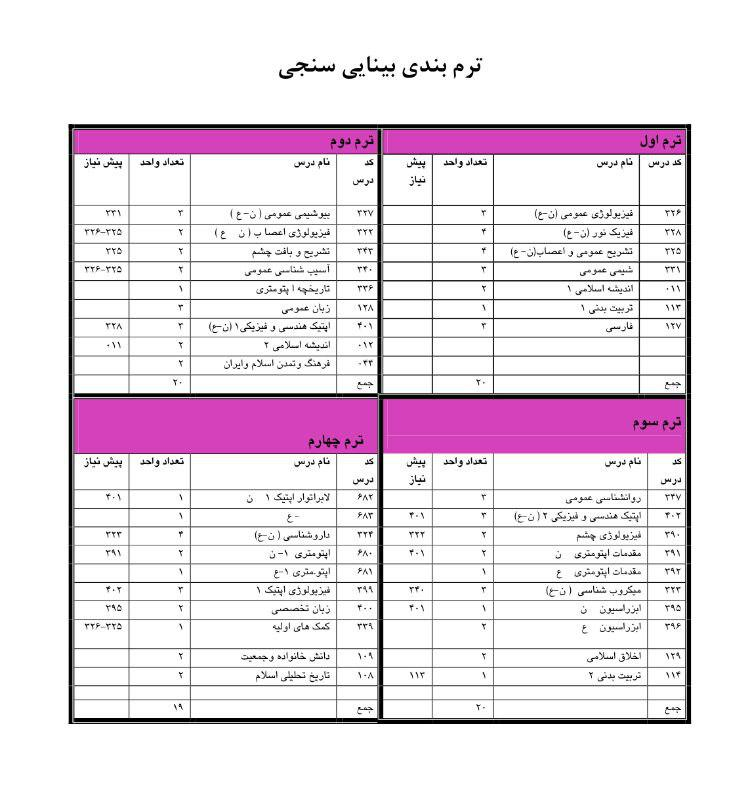

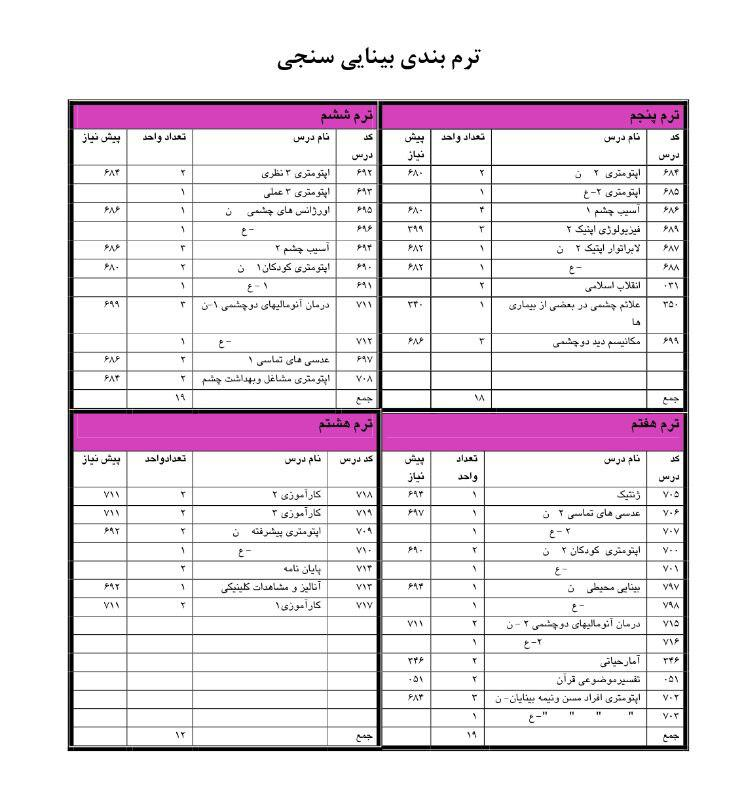

- اپتیک هندسی و فیزیکی
- لابراتوار اپتیک
- فیزیولوژی اپتیک
- مقدمات اپتومتری
- تاریخچه اپتومتری و علوم بینایی
- زبان تخصصی
- اپتومتری
- بینایی محیطی
- عدسی‌های تماسی
- آسیب‌شناسی چشم
- اپتومتری کودکان
- اپتومتری افراد مسن و نیمه بینایان
- اپتومتری مشاغل و بهداشت چشم
- اپتومتری پیشرفته
- آنالیز مشاهدات کلینیکی
- مکانیسم دید دو چشمی
- درمان آنومالی‌های دو چشمی[۱۰]

## اپتومتری در ایران
اپتومتری در ایران در مقاطع تحصیلی کارشناسی کارشناسی ارشد و دکترای تخصصی (Ph.D) ارائه می‌شود فارغ التحصیلان این دوره به عنوان یک کارشناس حرفه‌ای می‌توانند به‌طور مستقل به فعالیت‌های کلینیکی در زمینه عیوب انکساری و بینایی بپردازند و دفتر کار مستقل برای معاینه بینایی تأسیس نمایند. پس از دوره کارشناسی، آن دسته از دانش‌آموختگان که علاقه‌مند به ادامه تحصیل در زمینه پژوهش‌های بینایی سنجی و علوم بینایی هستند می‌توانند در دوره دو ساله کارشناسی ارشد شرکت نمایند و پس از گذراندن این دوره موفق به اخذ کارشناسی ارشد رشته بینایی سنجی گردند. آن دسته از فارغ التحصیلان دوره کارشناسی ارشد که علاقه‌مند به پژوهش تخصصی در زمینه علوم بینایی هستند یا مایل به تدریس به عنوان عضو هیئت علمی در دانشگاه‌ها و موسسات آموزشی می‌باشند می‌توانند در دوره دکتری تخصصی ادامه تحصیل دهند. آموزش دوره‌های کارشناسی ارشد و دکترای تخصصی در ایران در حال حاضر جنبه پژوهشی دارد.
در حال حاضر تنها ۴ دانشگاه در کشور در رشته بینایی سنجی با ظرفیت محدود اقدام به پذیرش دانشجو می‌کنند.
| نام دانشگاه                          | تعداد پذیرش در دوره روزانه | تعداد پذیرش در دوره خودگردان |
| ------------------------------------ | -------------------------- | ---------------------------- |
| دانشگاه علوم پزشکی ایران - تهران     | ۲۲ نفر دوره روزانه         | ۹ نفر پردیس خودگردان         |
| دانشگاه علوم پزشکی مشهد              | ۲۰ نفر دوره روزانه         | ۳ نفر پردیس خودگردان         |
| دانشگاه علوم پزشکی شهیدبهشتی - تهران | ۱۸ نفر دوره روزانه         | ۳ نفر پردیس خودگردان         |
| دانشگاه علوم پزشکی زاهدان            | ۲۵ نفر دوره روزانه         | ۱۳ نفر پردیس خودگردان        |

## اپتومتری در آمریکا
تاریخ بینایی سنجی در آمریکا سه روز بزرگ را هرگز از خاطر نخواهد برد، روزی که مقطع تحصیلی بینایی سنجی به OD ارتقا یافت، روزی که در ایالت اوکلاهاما مجوز جراحی به دکترای حرفه‌ای بینایی سنجی داده شد و روزی که ایالت کنتاکی بعد از حدود ده سال، تبدیل به دومین ایالتی شد که دکترای حرفه‌ای بینایی سنجی در آن حق انجام جراحی سطحی قرنیه و از جمله جراحی لازک LASEK را دارند.

### قانون اکلاهما
در سال ۱۹۹۸، حوزه اختیارات دکترای حرفه‌ای اپتومتری (OD) اکلاهما گسترش پیدا نمود و آن‌ها اجازه انجام جراحی لیزری (به استثنای LASIK و لیزر رتین و جراحی زیبایی پلک) و جراحی‌هایی مانند درآوردن اجسام خارجی از چشم را یافتند.
.
موارد منع جراحی عبارت هستند از تخلیه چشم، برش و شکافتن full thickness قرنیه، پیوند قرنیه، جراحی مستلزم برش عنبیه و جسم مژگانی، diathermy عنبیه، cyrotherapy عنبیه، جراحی مستلزم برش ویتره، جراحی مستلزم برش شبکیه، خارج کردن عدسی چشم، کار گذاشتن درون‌کاشت داخل چشمی، جراحی عضلات خارج چشمی، جراحی برشی پلک، جراحی استخوان اربیت، برش و شکافتن دستگاه اشکی (غیر از پروب زدن و اعمال مربوط به آن) و full thickness Conjuntivoplasty. در سال ۲۰۰۴، اپتومتریستها اجازه انجام پاره‌ای از جراحی‌های دیگر را نیز یافتند. علی‌رغم مخالفت‌های American Osteopathic Association of, American Academy of Ophthalmology, American Medical Association و American College of Surgeons اجرای این قانون متوقف نشد و اپتومتریستها عملاً نشان دادن که توانایی و شایستگی دریافت این اختیارات را داشته‌اند.

### تحولات بینایی سنجی در کنتاکی
پس از اوکلاهاما، قوانین مشابهی در ۲۵ ایالت دیگر مطرح شدند و لی تا سال ۲۰۱۱ هیچ‌کدام تصویب نشدند. در فوریه سال ۲۰۱۱ فرماندار ایالت کنتاکی، قانونی تحت عنوان the Better Access to Quality Eye Care Act را امضاء نمود که براساس آن دکترای حرفه‌ای بینایی سنجی (OD) این ایالت مجاز به انجام یاگ کپسولوتومیو برداشتن شالازیون شدند. بر اساس این قانون، دکترای حرفه‌ای اپتومتری مجاز به جراحی آب مروارید، جراحی شبکیه، LASIK و PRKو سایر جراحی‌های مستلزم بیهوشی عمومی نیستند. طبق این قانون دکترای حرفه‌ای بینایی سنجی مجاز به انجام موارد زیر هستند:
- روش‌های بروز و کم هزینه رساندن دارو به بدن مثل استفاده از کنتاکت لنزهای محتوی دارو و تزریق دوره‌ای به‌جای استفاده روزانه از دارو
- برداشتن برآمدگی‌ها و توده‌ها (lumps and bumps) از روی چشم و پلک
- انجام روش‌های laser trabeculoplasty, peripheral iridotomy, iridoplasty, capsulotomy و YAG capsulotomy;postcataract surgeryبر اساس قانون جدید مسئولیت و اختیار تعیین شرح وظائف و اختیارات دکترای حرفه‌ای بینایی سنجی در موارد آتی به بورد بینایی سنجی ایالت کنتاکی (Kentucky Board of Optometric Examiners) سپرده شده است تا دیگر برای گسترش شرح وظائف دکترای حرفه‌ای بینایی سنجی نیازی به قانونگزاری در سطح سنا نباشد.

قانونگزاران معتقدند به کمک این مصوبه جدید مردم در نقاط دوردست کنتاکی نیز به خدمات حداقلی چشمی دست خواهند یافت زیرا هم‌اکنون فقط ۴۰ شهر از ۱۲۰ شهر ایالت کنتاکی دارای چشم‌پزشک هستند و بسیاری از بیماران برای رسیدن به چشم‌پزشک باید حداقل یک مسافرت یک ساعته را پشت سر بگذارند، درحالی‌که بینایی‌سنج‌ها در ۱۰۶ شهر ایالت حضور دارند. تصویب قانون جدید علاوه بر کمک به کاهش اتلاف وقت و افزایش راحتی بیماران و جلوگیری از پرداخت هزینه ویزیت‌های متعدد توسط آنها، سبب کمتر شدن زیان اقتصادی ایالت در اثر مرخصی‌های کارمندان جهت سفر برای دریافت مراقبتهای چشمی و نیز کاهش هزینه حمل ونقل می‌گردد. این اختیارات جدید کمک می‌کنند جایگاه اپتومتریستها به عنوان primary eye-care provider تثبیت گردد. اپتومتریستها برای دهه‌های پیاپی با همکاری چشم پزشکان مراقبتهای قبل و بعد از اعمال جراحی را انجام داده‌اند و اکنون قادرند دانسته‌های خود را برای کمک به مردمشان بکار ببرند. اگرچه American Academy of Ophthalmology مدعی شده است این قانون سلامت بیماران را به مخاطره انداخته است ولی نباید فراموش کرد که در طی ۳۰ سال گذشته با درخواست اپتومتریستهای ایالت کنتاکی، سه بار حوزه اختیارات اپتومتریستها در این ایالت گسترش یافته (آخرین مورد مربوط به دریافت حق تجویز داروهای خوراکی در سال ۱۹۹۷ بود) و در هر سه بار اپتومتریستها اختیارات جدید را به‌طور ایمن و مسئولانه بکار برده‌اند. همچنین برخی مخالفان معتقدند که با اجرای این قانون افراد فاقد آموزش‌های کافی به مداوای مردم خواهند پرداخت اما باید خاطر نشان نمود که بورد اپتومتری موظف شده است که هم آموزش‌های کافی را در دانشگاه‌ها فراهم آورد و هم افراد متقاضی را مورد ارزیابی قرار داده و سپس برایشان مجوز صادر نماید.

### تحولات در ویرجینیای غربی
پس از ایالت کنتاکی، ایالت ویرجینیای غربی نیز طی قانونی حق تعیین شرح وظائف بینایی سنجی برحسب آموزش‌های انجام شده در دانشکده‌های بینایی‌سنجی را به بورد بینایی‌سنجی این ایالت (West Virginia Board of Optometry) سپرد. همچنین مسئولیت تعیین داروها و روش‌های رساندن دارو به بدن هم به این بورد واگذار شد و دکترای حرفه‌ای بینایی سنجی هم‌اکنون مجاز به سفارش تعدادی از آزمایش‌های پزشکی هستند.
ادامه فعالیت دکترای حرفه‌ای بینایی سنجی
تلاشهایی برای شرح وظائف و اختیارات دکترای حرفه‌ای بینایی سنجی در ایالات متحده در جریان است. اکنون ایالتهای تگزاس و نبراسکا و کارولینای جنوبی نیز خواستار تغییر دامنه اختیارات دکترای حرفه‌ای بینایی سنجی شده‌اند.